# Megalastrum haitiense
Megalastrum haitiense är en träjonväxtart som först beskrevs av Guido Georg Wilhelm Brause, och fick sitt nu gällande namn av Alan Reid Smith och R. C. Moran. Megalastrum haitiense ingår i släktet Megalastrum och familjen Dryopteridaceae. Inga underarter finns listade.